# Reyes del juego
Reyes del juego (Короли игры en ruso) es la versión rusa de la serie de televisión argentina Los simuladores.

## Trama
Al igual que en la versión original, la serie está basada en un grupo de cuatro socios que se dedican al negocio de la simulación, resolviendo los problemas y necesidades de sus clientes mediante operativos que suelen consistir en engañar a quienes generan los problemas de sus clientes (jefes, criminales, esposas, viudas, comerciantes inescrupulosos, etc.)

## Elenco
| Personaje                                                               | Intérprete                                  |
| ----------------------------------------------------------------------- | ------------------------------------------- |
| Maxim Krasin (Максим Красин)                                            | Dmitri Shevchenko (Дмитрий Шевченко)        |
| Stefan Losev (Степан Лосев)                                             | Aleksandr Samoylenko (Александр Самойленко) |
| Innokenti Kastalskiy (Иннокентий Кастальский)                           | Oskar Kuchera (Оскар Кучера)                |
| Roman Shestakov (Роман Шестаков)                                        | Aleksei Zavyalov (Алексей Завьялов)         |
| Artista (художник)                                                      | Igor Zolotovitskiy (Игорь Золотовицкий)     |
| Mujeriego (ловелас)                                                     | Andrei Mezhulis (Андрей Межулис)            |
| banquero Nikolay Borisovich Samokhin (банкир Николай Борисович Самохин) | Valeri Garkalin (Валерий Гаркалин)          |
| Presentador (телеведущий)                                               | Nikolai Drozdov (Николай Дроздов)           |
|                                                                         | Mikhail Vladimirov (Михаил Владимиров)      |
|                                                                         | Olesya Jeleznyak (Олеся Железняк)           |
|                                                                         | Julia Kadushkevich (Юлия Кадушкевич)        |